# Arondismentul 12 din Paris
Arondismentul 12 (în franceză 12e arrondissement) este unul dintre cele douăzeci de arondismente din Paris. Este situat pe malul drept al fluviului Sena. Este delimitat la nord de arondismentele 11 și 20, la est de comunele Saint-Mandé și Charenton-le-Pont, la sud de fluviul Sena și la vest de arondismentul 4. Arondismentul 12 include pădurea Bois de Vincennes.

## Demografie
| An                      | Populație | Densitate (loc. pe km²) |
| ----------------------- | --------- | ----------------------- |
| 1861                    | 65.748    |                         |
| 1866                    | 78.635    |                         |
| 1872                    | 87.678    | 13.764                  |
| 1936                    | 156.729   | 24.604                  |
| 1954                    | 158.437   | 24.872                  |
| 1962 (vârf de populare) | 161.574   | 25.337                  |
| 1968                    | 155.982   | 24.460                  |
| 1975                    | 140.900   | 22.095                  |
| 1982                    | 138.015   | 21.643                  |
| 1990                    | 130.257   | 20.426                  |
| 1999                    | 136.591   | 21.419                  |
| 2006                    | 141.519   | 22.216                  |
| 2009                    | 143.128   | 22.469                  |

## Administrație

### Primăria
| Alegere | Nume                    | Partid | Mențiuni                |
| ------- | ----------------------- | ------ | ----------------------- |
| 1983    | Paul Pernin             | UDF    | Ales în 1983 și 1989.   |
| 1995    | Jean-François Pernin    | UDF    | Ales în 1995.           |
| 2001    | Michèle Blumenthal      | PS     | Aleasă în 2001 și 2008. |
| 2014    | Catherine Baratti-Elbaz | PS     | Aleasă în 2014.         |

## Locuri

### Instituții publice

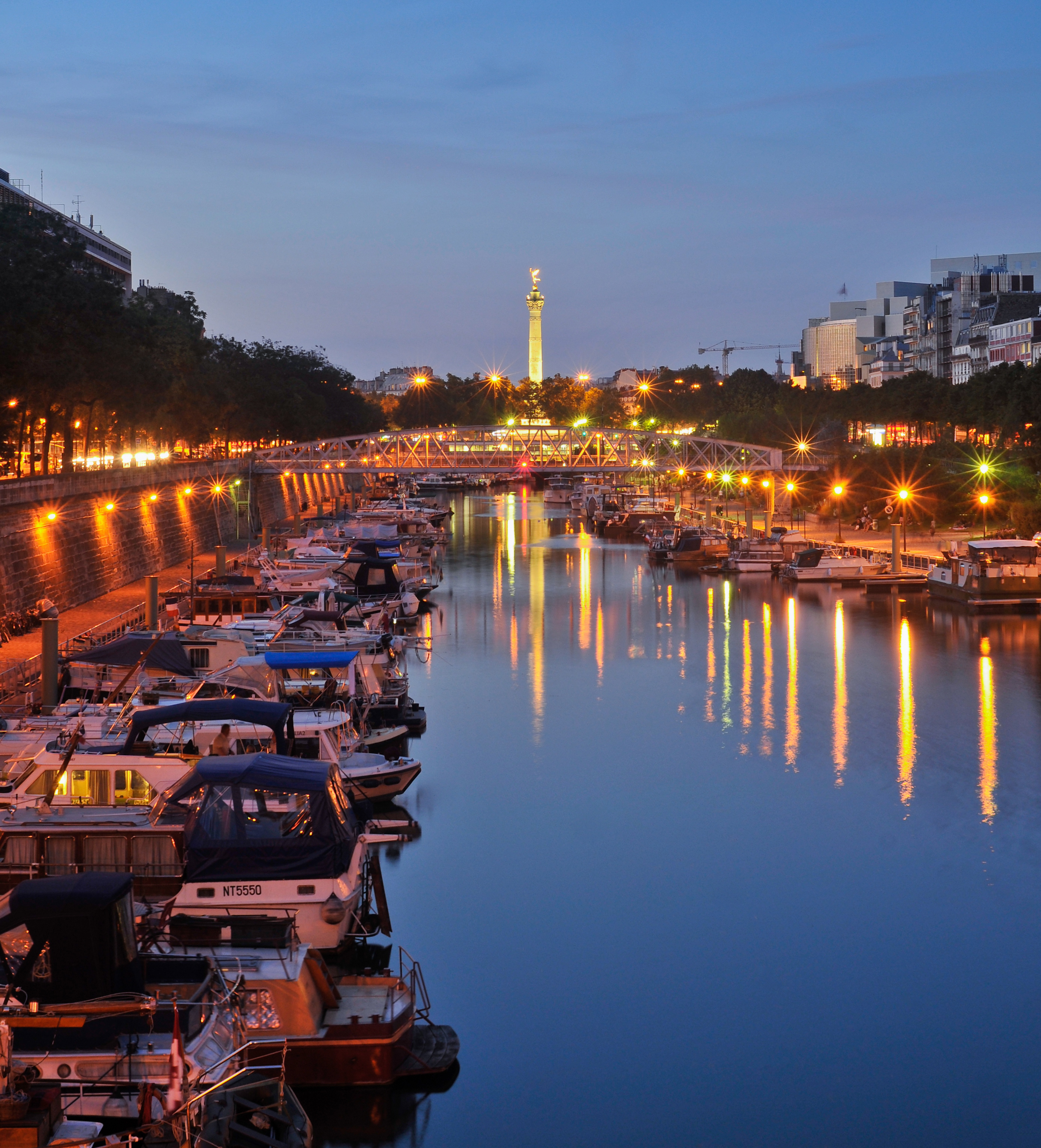
Bassin de l'Arsenal

- Bassin de l'Arsenal, portul de agrement din Paris
- École Boulle
- Gare de Lyon
- Hôpital Saint-Antoine
- Hôpital des Quinze-Vingts
- Hôpital Trousseau
- Hôpital Rothschild
- Hôpital des Diaconesses
- Lycée Arago
- Lycée Paul-Valéry
- Lycée Saint Michel de Picpus

### Principalele monumente
- Monumente civile
  - Opéra Bastille
  - Palais omnisports de Paris-Bercy
  - Palais de la Porte Dorée
  - Le Train bleu
  - Viaduc des arts

- Monumente religioase
  - Église Saint-Éloi
  - Église de l'Immaculée Conception
  - Église du Saint-Esprit
  - Église Notre-Dame-de-Bercy

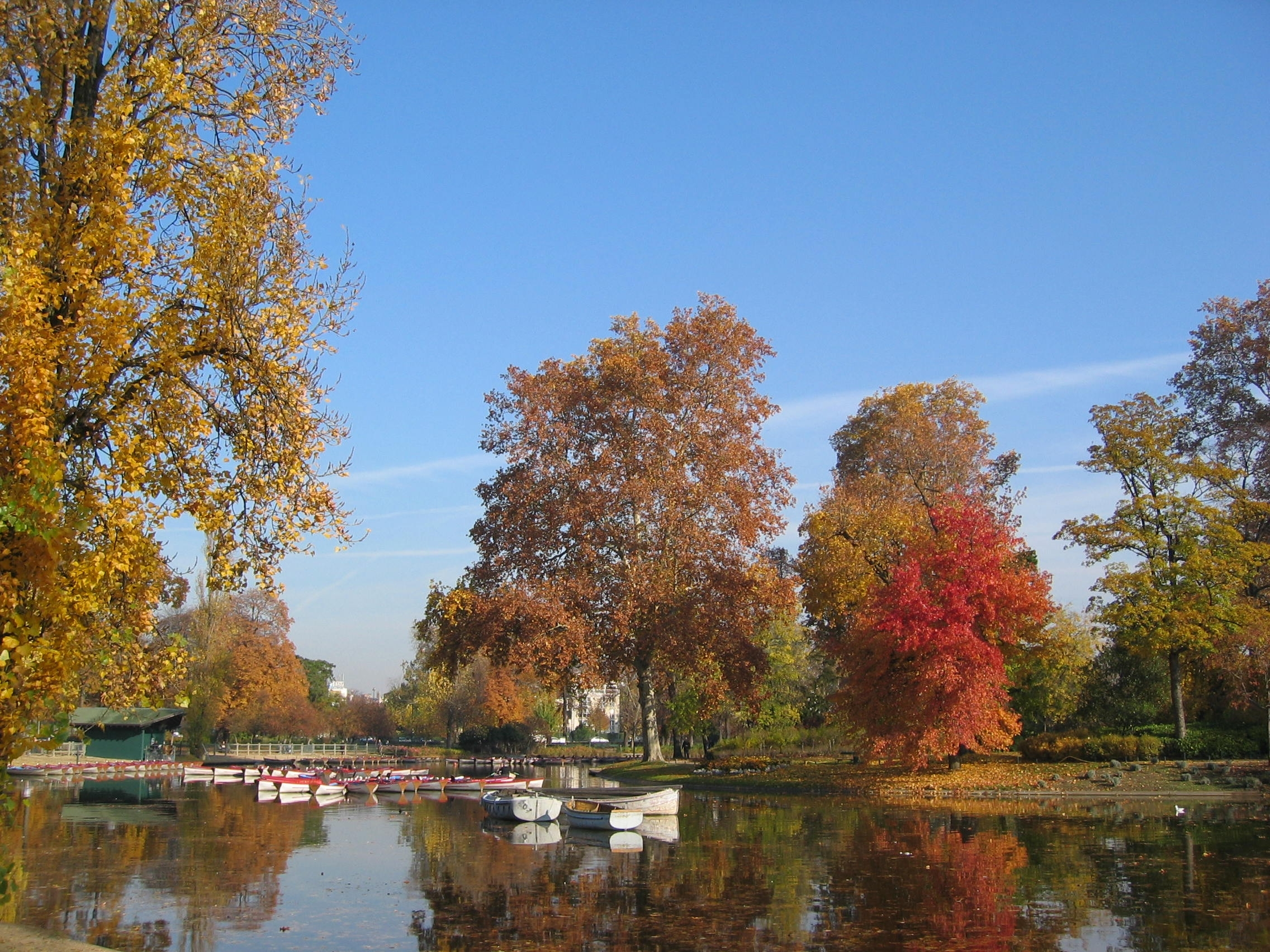
Lacul Daumesnil în Bois de Boulogne

  - Église Saint-Antoine-des-Quinze-Vingts
  - Grande Pagode du Bois de Vincennes
  - Cimitirul Picpus

- Parcuri și grădini
  - Bois de Vincennes și Parcul floral din Paris
  - Parc de Bercy

## Legături externe
- Site-ul oficial